# Nohana
 nohana（ノハナ）は、スマートフォンで撮影した写真を家族だけで共有するとともに、フォトブックを簡単に作成し、毎月無料（送料別）で1冊受け取ることができるサービス。（iOS、Androidに対応。）
ミクシィ が2013年（平成25年）2月19日に開始し、同年9月2日に「nohana」（ノハナ）事業を分社化。新会社 株式会社ノハナを設立。
同年11月15日には、日本郵便と連携し、スマートフォンに保存した画像などを使って年賀状を作成できるサービス「ノハナ年賀状」の提供を開始した。

## 沿革
- 2013年 2月 - ミクシィがフォトブック作成アプリ「nohana」をリリース
- 2013年 9月 - ミクシィの100%子会社として株式会社ノハナを法人化
- 2013年 10月 - グッドデザイン賞受賞
- 2013年 11月 - 姉妹アプリ「ノハナ年賀状」をリリース
- 2014年 5月 - 「オリジナルフォトブックケース」販売開始
- 2015年 4月 - 会員数100万人突破
- 2018年 3月 - セルフスタイル撮影スペース「スタジオノハナ」たまプラーザ店オープン[3]
- 2018年 4月 - 会員数200万人突破
- 2019年 3月 - ミクシィからMBOで独立[4]
- 2019年 6月 - セルフスタイルPOPUP撮影スペース「OYACO nohana（オヤコノハナ）」ららぽーと立川立飛店オープン[5]
- 2020年 1月 - 「プレミアムフォトブック（ハードカバー・銀塩プリント）」販売開始

## フォトブック

### 通常フォトブック
スタンダードタイプのフォトブック。毎月1冊まで無料（送料別）で作ることができる。
無料権利用後、次の無料権を取得するまでの注文は本体価格＋送料となる。
用途によってオプションを追加できるのが特徴。
- サイズ：14cm×14cm
- 写真枚数：21枚（表紙含む）
- ページ数：24ページ
- 厚さ：約2mm
- 印刷：インクジェット
- 製本：ソフトカバー
- 用紙：ラフ調塗工紙
- コメント挿入：可能
- オプション：高画質オプション、表紙デザインオプション、ギフト包装ギフトオプション、フォトブックケースオプション、特急オプション

### プレミアムフォトブック
銀塩プリント、ハードカバータイプのフォトブック。フルフラット製本で180度開くことができる。
写真の枚数に応じてレイアウトが提案され、あとから自分で編集が可能。
- サイズ：14.5cm×14.5cm ／ 18.5cm×18.5cm
- 写真枚数：21枚〜67枚（表紙含む）
- ページ数：24ページ
- 厚さ：約12mm
- 印刷：銀塩
- 製本：ハードカバー
- 用紙：銀塩印画紙（半光沢）
- コメント挿入：可能